# Saint-Vit
Ne doit pas être confondu avec Saint-Vite, Saint-Vitte ou Saint-Vith.
Saint-Vit [sɛ̃ vit] est une commune française située dans le département du Doubs, la région culturelle et historique de Franche-Comté et la région administrative Bourgogne-Franche-Comté. En 2022, elle compte 5 059 habitants. Ses habitants se nomment les Saint-Vitois.
Proche de Besançon, cette petite ville abrite de nombreux commerces, services et entreprises.

## Géographie
La commune de Saint-Vit se trouve en Franche-Comté, sur la frontière entre le département du Doubs et le département du Jura. Elle se situe à environ 15 kilomètres de Besançon, 26 kilomètres de Dole et 68 kilomètres de Dijon.

### Climat
Pour des articles plus généraux, voir Climat de la Bourgogne-Franche-Comté et Climat du Doubs.
En 2010, le climat de la commune est de type climat des marges montargnardes, selon une étude du Centre national de la recherche scientifique s'appuyant sur une série de données couvrant la période 1971-2000. En 2020, Météo-France publie une typologie des climats de la France métropolitaine dans laquelle la commune est exposée à un climat semi-continental et est dans la région climatique  Jura, caractérisée par une forte pluviométrie en toutes saisons (1 000 à 1 500 mm/an), des hivers rigoureux et un ensoleillement médiocre. 
Pour la période 1971-2000, la température annuelle moyenne est de 10,6 °C, avec une amplitude thermique annuelle de 17,3 °C. Le cumul annuel moyen de précipitations est de 1 084 mm, avec 12,7 jours de précipitations en janvier et 9,4 jours en juillet. Pour la période 1991-2020, la température moyenne annuelle observée sur la station météorologique de Météo-France la plus proche, « Dannemarie-sur-Crète », sur la commune de Dannemarie-sur-Crète à 5 km à vol d'oiseau, est de 11,3 °C et le cumul annuel moyen de précipitations est de 1 066,6 mm. 
La température maximale relevée sur cette station est de 39,9 °C, atteinte le 25 juillet 2019 ; la température minimale est de −22 °C, atteinte le 9 janvier 1985,,. 
Les paramètres climatiques de la commune ont été estimés pour le milieu du siècle (2041-2070) selon différents scénarios d'émission de gaz à effet de serre à partir des nouvelles projections climatiques de référence DRIAS-2020. Ils sont consultables sur un site dédié publié par Météo-France en novembre 2022.

## Urbanisme

### Typologie
Au 1er janvier 2024, Saint-Vit est catégorisée bourg rural, selon la nouvelle grille communale de densité à 7 niveaux définie par l'Insee en 2022.
Elle appartient à l'unité urbaine de Saint-Vit, une unité urbaine monocommunale constituant une ville isolée,. Par ailleurs la commune fait partie de l'aire d'attraction de Besançon, dont elle est une commune de la couronne,. Cette aire, qui regroupe 310 communes, est catégorisée dans les aires de 200 000 à moins de 700 000 habitants,.

### Occupation des sols
L'occupation des sols de la commune, telle qu'elle ressort de la base de données européenne d’occupation biophysique des sols Corine Land Cover (CLC), est marquée par l'importance des territoires agricoles (43,8 % en 2018), en diminution par rapport à 1990 (48,3 %). La répartition détaillée en 2018 est la suivante : 
forêts (29,2 %), terres arables (17,8 %), zones urbanisées (15,9 %), zones agricoles hétérogènes (15,5 %), prairies (10,5 %), eaux continentales (5,6 %), zones industrielles ou commerciales et réseaux de communication (5,5 %). L'évolution de l’occupation des sols de la commune et de ses infrastructures peut être observée sur les différentes représentations cartographiques du territoire : la carte de Cassini (XVIIIe siècle), la carte d'état-major (1820-1866) et les cartes ou photos aériennes de l'IGN pour la période actuelle (1950 à aujourd'hui).

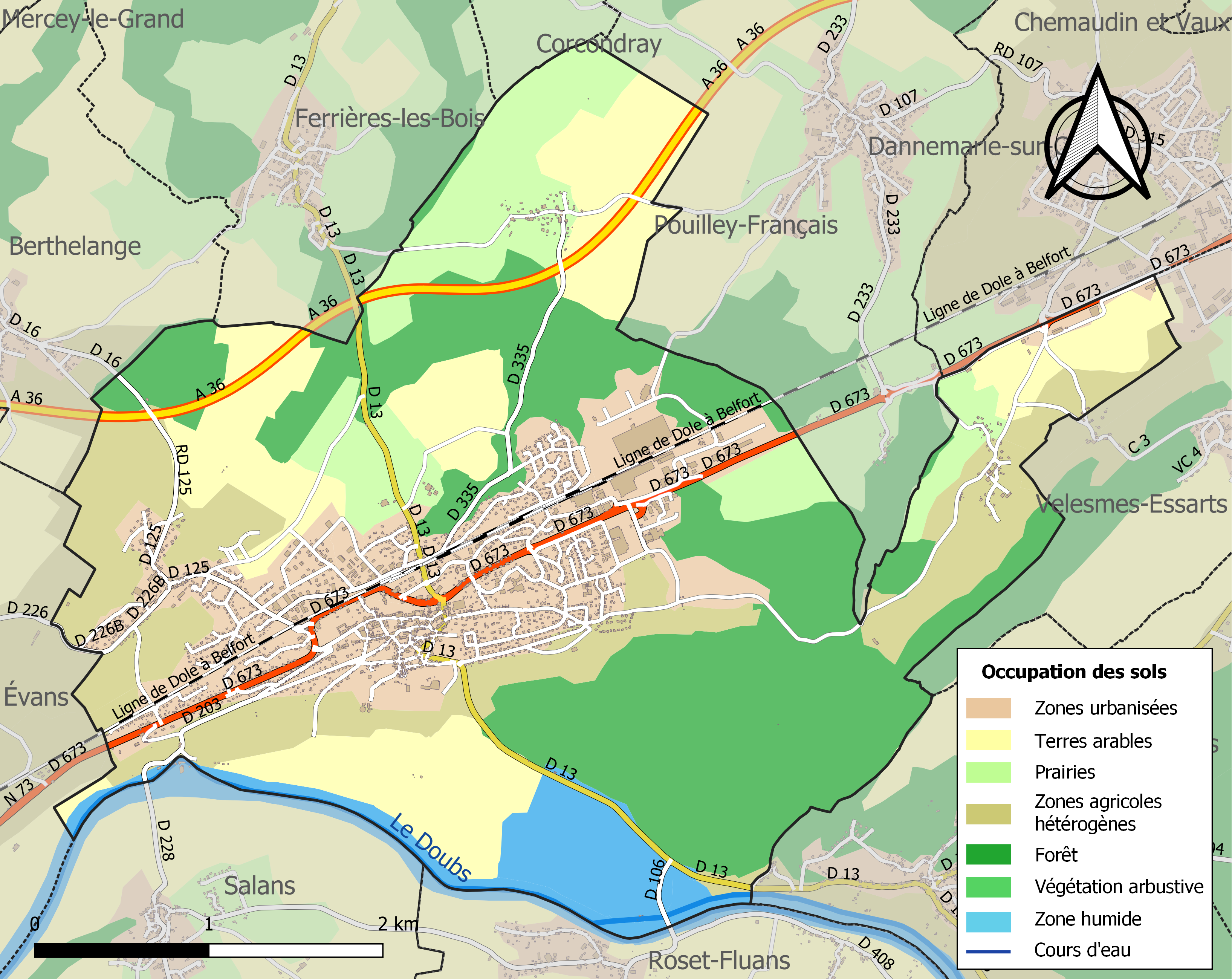
Carte des infrastructures et de l'occupation des sols de la commune en 2018 (CLC).

### Transport

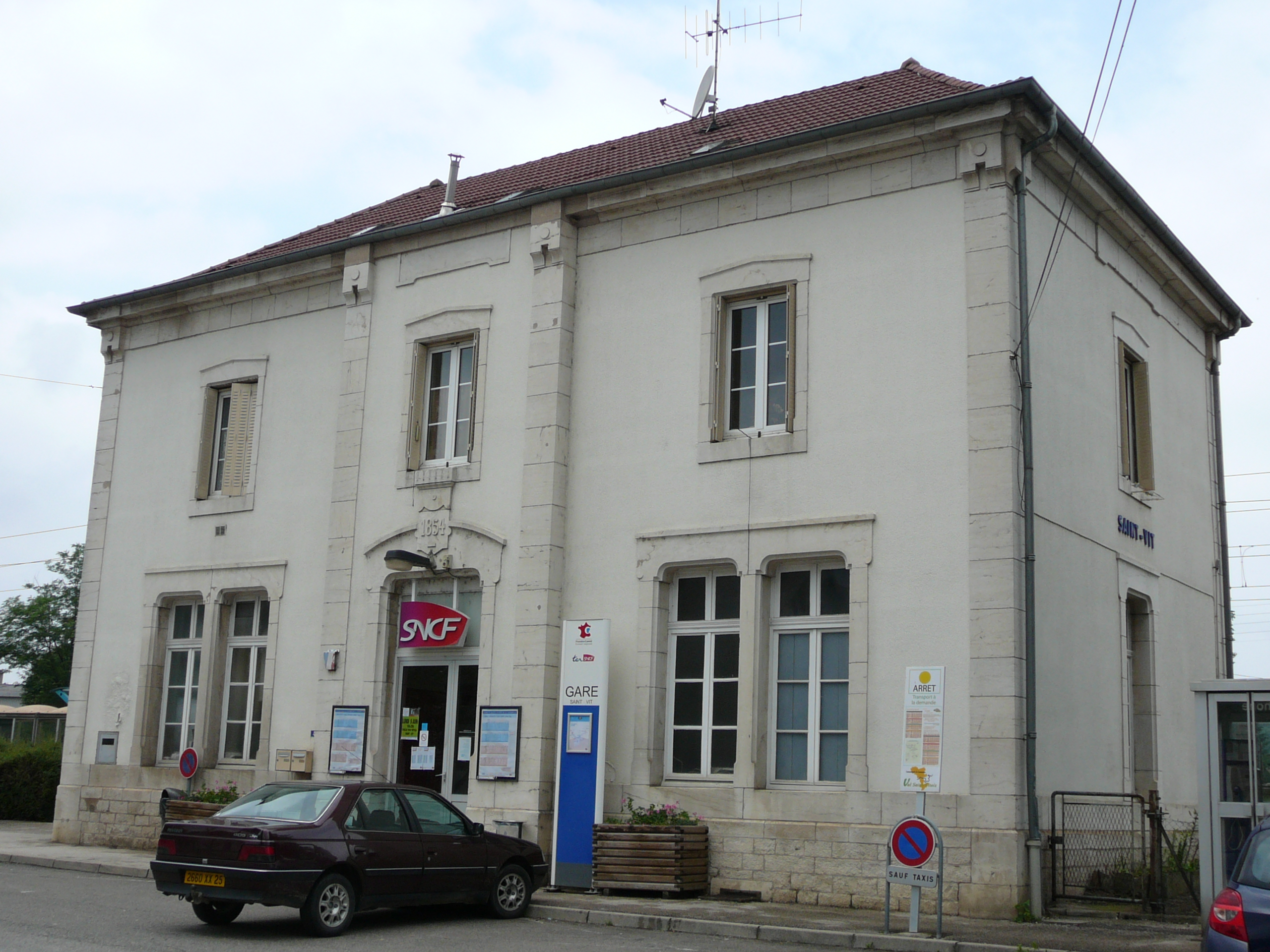
La gare.

Saint-Vit est traversée par l'ancienne RN 73 déclassée en RD 673 assurant la liaison Besançon - Dole - Dijon qui est une route à grande circulation, la ligne de chemin de fer (Belfort - Dole) où les TGV circulent, ainsi que par le canal du Rhône au Rhin. À noter également que l'autoroute A36 passe aux limites de la commune.
La commune est desservie par la ligne  53  du réseau de transport en commun Ginko.

## Toponymie
La commune porta les noms de Villa sancti Viti en 967 ; Sanctus Victus, Saint Vy an XIIe siècle ; Sanctus Victus en 1275 ; Sanctus Wittus au XIVe siècle ; Sanct-Vyt au XVe siècle - Boismurie : De Bosco Villario en 1180 ; Boismurie depuis 1553. Saint-Vit est la forme germanique pour Saint-Guy, jeune martyr du début du IVe siècle sous le règne de Dioclétien.
Au cours de la Révolution française, la commune porta provisoirement le nom d'Égalité-sur-Doubs.

## Histoire
En 1974, l'ancienne commune de Saint-Vit, qui avait déjà fusionné avec Boismurie en 1968, fusionne avec Antorpe (département du Jura) pour former la commune actuelle de Saint-Vit.

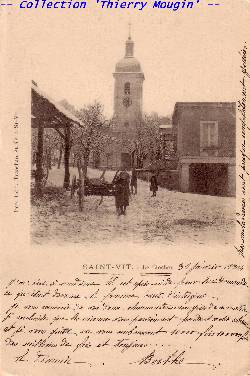
Église.
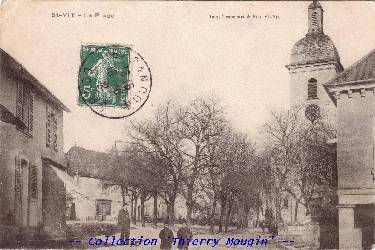
Place.
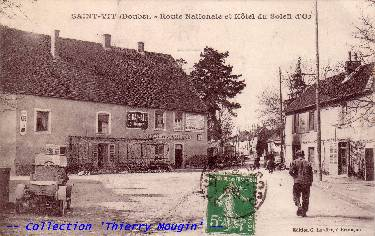
Hôtel du Soleil d'Or, route nationale. Editions C. Lardier

## Politique et administration

### Liste des maires
| Période                                  | Période                   | Identité                                        | Étiquette       | Qualité                                                |
| ---------------------------------------- | ------------------------- | ----------------------------------------------- | --------------- | ------------------------------------------------------ |
| 1977                                     | mars 2001                 | Guy Picard                                      | RPR             | Conseiller général du canton de Boussières (1982-2001) |
| mars 2001                                | En cours (au 31 mai 2020) | Pascal Routhier, Réélu pour le mandat 2020-2026 | UMP-LR puis DVD | Ingénieur conseil                                      |
| Les données manquantes sont à compléter. |                           |                                                 |                 |                                                        |

## Population et société

### Démographie
L'évolution du nombre d'habitants est connue à travers les recensements de la population effectués dans la commune depuis 1793. Pour les communes de moins de 10 000 habitants, une enquête de recensement portant sur toute la population est réalisée tous les cinq ans, les populations de référence des années intermédiaires étant quant à elles estimées par interpolation ou extrapolation. Pour la commune, le premier recensement exhaustif entrant dans le cadre du nouveau dispositif a été réalisé en 2007.

En 2022, la commune comptait 5 059 habitants, en évolution de +4,22 % par rapport à 2016 (Doubs : +1,88 %, France hors Mayotte : +2,11 %).
| 1793 | 1800 | 1806 | 1821 | 1831  | 1836 | 1841  | 1846  | 1851  |
| ---- | ---- | ---- | ---- | ----- | ---- | ----- | ----- | ----- |
| 779  | 773  | 798  | 860  | 1 037 | 995  | 1 069 | 1 032 | 1 066 |

| 1856  | 1861  | 1866  | 1872  | 1876 | 1881  | 1886 | 1891 | 1896 |
| ----- | ----- | ----- | ----- | ---- | ----- | ---- | ---- | ---- |
| 1 035 | 1 050 | 1 065 | 1 019 | 993  | 1 030 | 984  | 908  | 911  |

| 1901 | 1906 | 1911 | 1921 | 1926 | 1931 | 1936  | 1946  | 1954  |
| ---- | ---- | ---- | ---- | ---- | ---- | ----- | ----- | ----- |
| 871  | 841  | 887  | 840  | 931  | 961  | 1 048 | 1 080 | 1 086 |

| 1962  | 1968  | 1975  | 1982  | 1990  | 1999  | 2006  | 2007  | 2012  |
| ----- | ----- | ----- | ----- | ----- | ----- | ----- | ----- | ----- |
| 1 276 | 1 449 | 2 152 | 2 978 | 3 774 | 4 381 | 4 594 | 4 625 | 4 819 |

| 2017  | 2022  | - | - | - | - | - | - | - |
| ----- | ----- | - | - | - | - | - | - | - |
| 4 874 | 5 059 | - | - | - | - | - | - | - |

### Enseignement
Le collège Jean-Jaurès de Saint-Vit se situe au 2, rue du Collège. Il a été construit en 1965 et a été totalement restructuré en 2010. L'ancien collège, datant de 1962, se trouvait sur le champ de Foire. Il était construit de préfabriqués et pouvait accueillir seulement 2 classes, c'est-à-dire 40 élèves de 6e. L'établissement a fêté son cinquantenaire le 23 juin 2012. Les lycées de rattachement du collège sont le lycée Victor-Hugo et le lycée Jules-Haag de Besançon.

## Économie

### Entreprises
| Nom                            | Catégorie | Employés | Actiivité                                                                         |
| ------------------------------ | --------- | -------- | --------------------------------------------------------------------------------- |
| U-Logistique                   | Service   | 199      | Organisation des transports internationaux                                        |
| Alliance                       | Industrie | 109      | Forge, estampage, matriçage                                                       |
| Les Belles Ouvrières (Super U) | Commerce  | 99       | Hypermarché                                                                       |
| Planète Pain                   | Industrie | 68       | Fabrication industrielle de pain et de pâtisserie fraîche                         |
| SV Découpage                   | Industrie | 65       | Découpage, emboutissage                                                           |
| Vanedric (Intermarché)         | Commerce  | 47       | Supermarché                                                                       |
| M.B. Peintures                 | Industrie | 42       | Traitement et revêtement des métaux                                               |
| Jone Orti                      | Industrie | 37       | Fabrication de moules et modèles                                                  |
| LMTB (McDonald's)              | Commerce  | 33       | Restauration de type rapide                                                       |
| Z Manutention                  | Commerce  | 30       | Commerce de gros de machines pour l'extraction, la construction et le génie civil |
| AXL Transport                  | Service   | 25       | Transports routiers de marchandises                                               |
| Gravure et précision           | Industrie | 23       | Fabrication d'outillage mécanique                                                 |
| Socater                        | Industrie | 22       | Terrassements en grande masse                                                     |
| Transport scientifique médical | Service   | 20       | Transports routiers de produits dits sensibles                                    |

## Environnement

### Campagne de mesure sur les polluants éternels (entre le 8 avril et le 5 juin 2024)
Sur 25 PFAS recherchés, 6 ont été détectés. Dont 3 présentent des risques sanitaires : 
- PFOA : à hauteur de 2 ng/litre, considéré comme cancérogène par le Circ.
- PFOS : à 5,6 ng/litre, considéré comme potentiel cancérogène par le Circ.
- PFHxS (en) : à 2,1 ng/litre, interdit aujourd’hui en raison de sa toxicité sur la thyroïde et la fertilité.

Le PFBA(2,1 ng/litre), le PFHpA (acide perfluoroheptanoique, 1 ng/litre) et le PFHxA (en)(1,3 ng/litre) ont également été mis en évidence.
La somme des PFAS analysées est inférieure aux 100 ng/litre imposés par la future réglementation européenne de 2026. En l'état des prélèvements, l'eau du robinet reste potable à Saint-Vit.
La collectivité de Saint-Vit a remis en cause la qualité des prélèvements réalisés dans le cadre de l'enquête menée par France Bleue et la Cellule investigation de Radio France
.

## Culture locale et patrimoine

### Lieux et monuments
- La maison de maître de poste, du XVIIIe siècle,  Inscrit MH (1977)
- La maison au 23 rue Charles-de-Gaulle,  Inscrit MH (1986)
- L'église placée sous le vocable de saint Vit : elle a été construite au XIIIe siècle, puis modifiée au XVIIIe siècle (nef rebâtie, installation de chapelles latérales, construction du clocher). Une restauration a eu lieu au XXe siècle. En 2008, les vitraux, le clocher et le toit ont été rénovés[24].

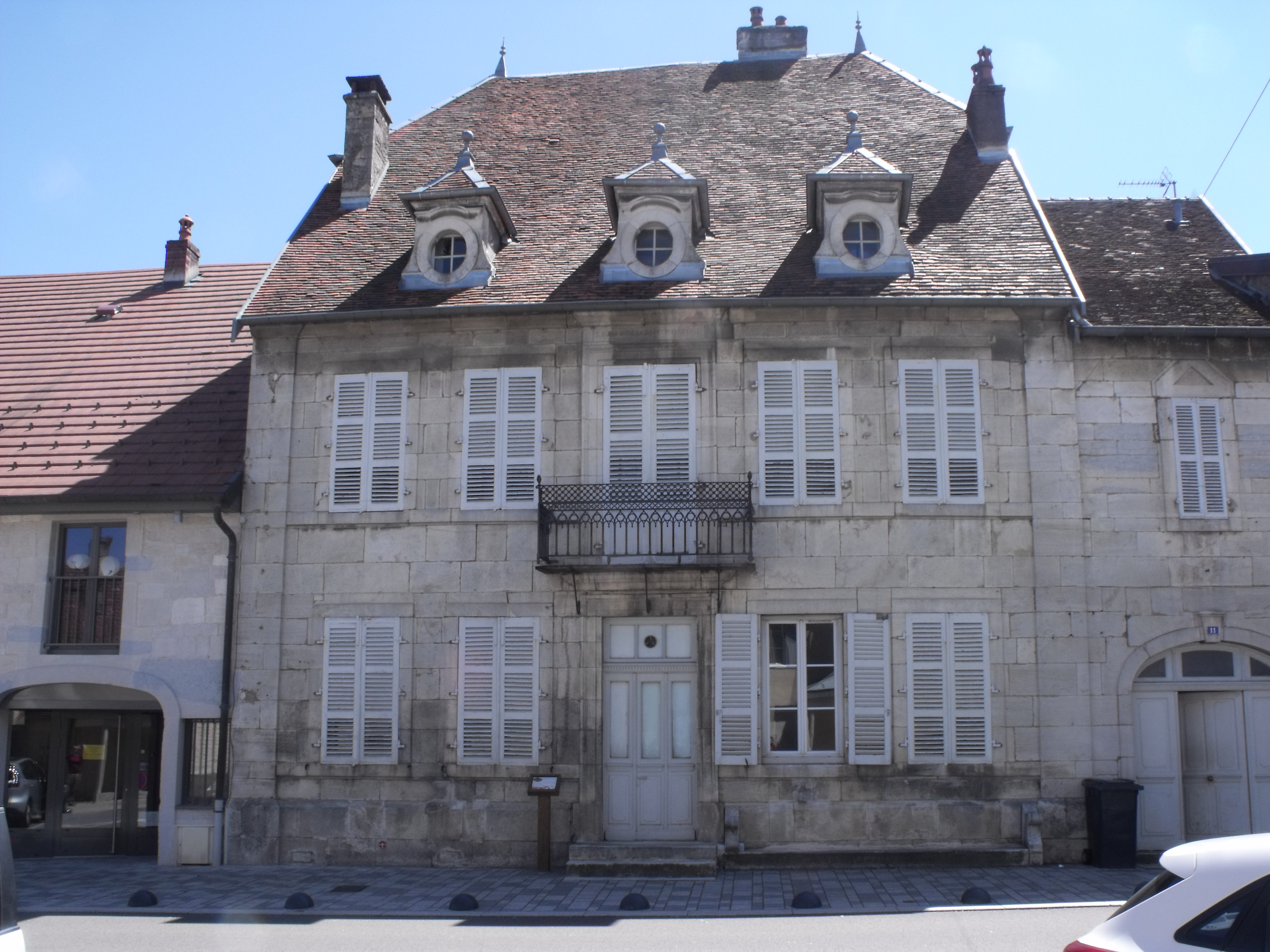
La maison de maître de postes.
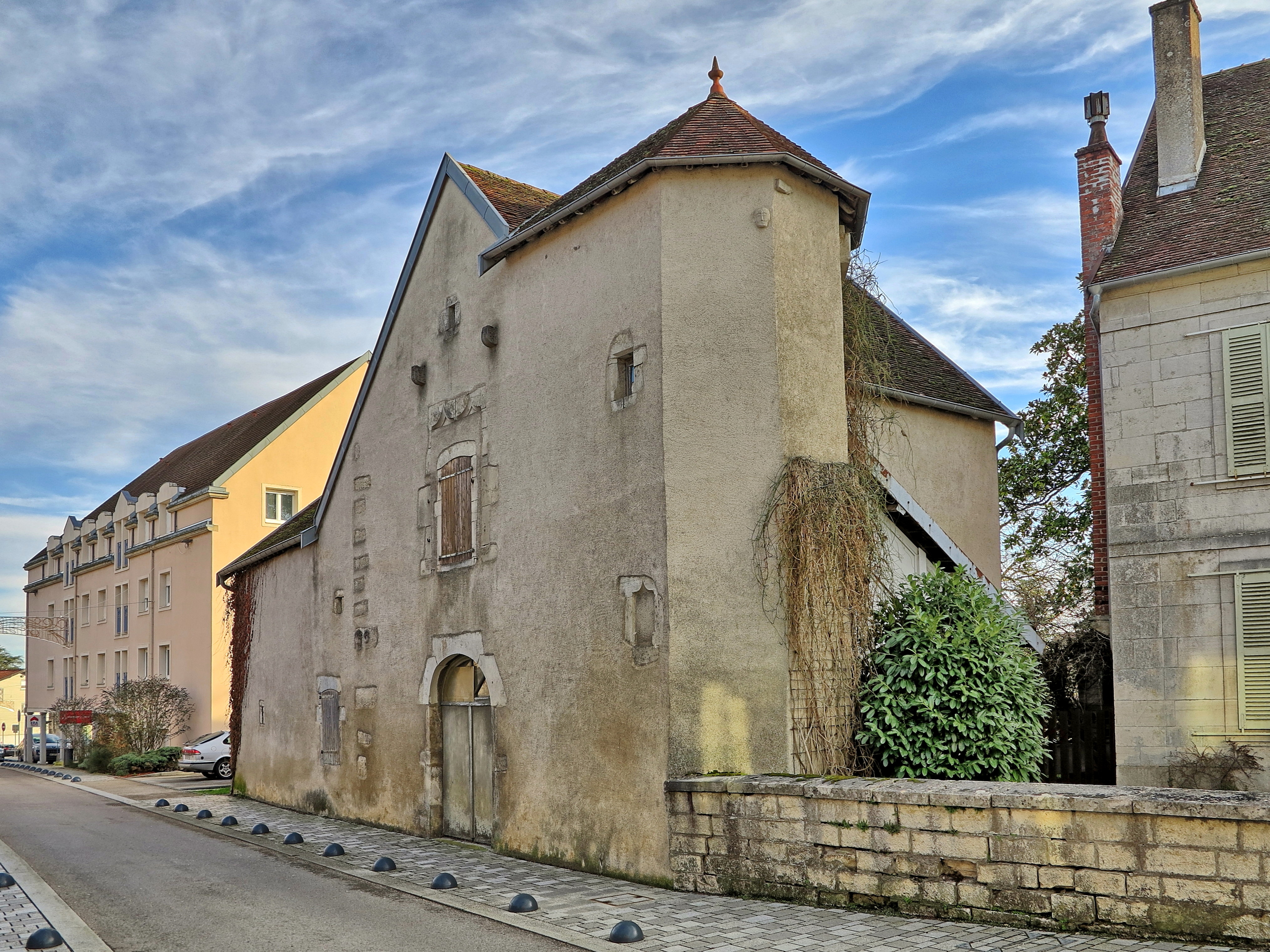
La maison au 23 rue Charles-de-Gaulle.
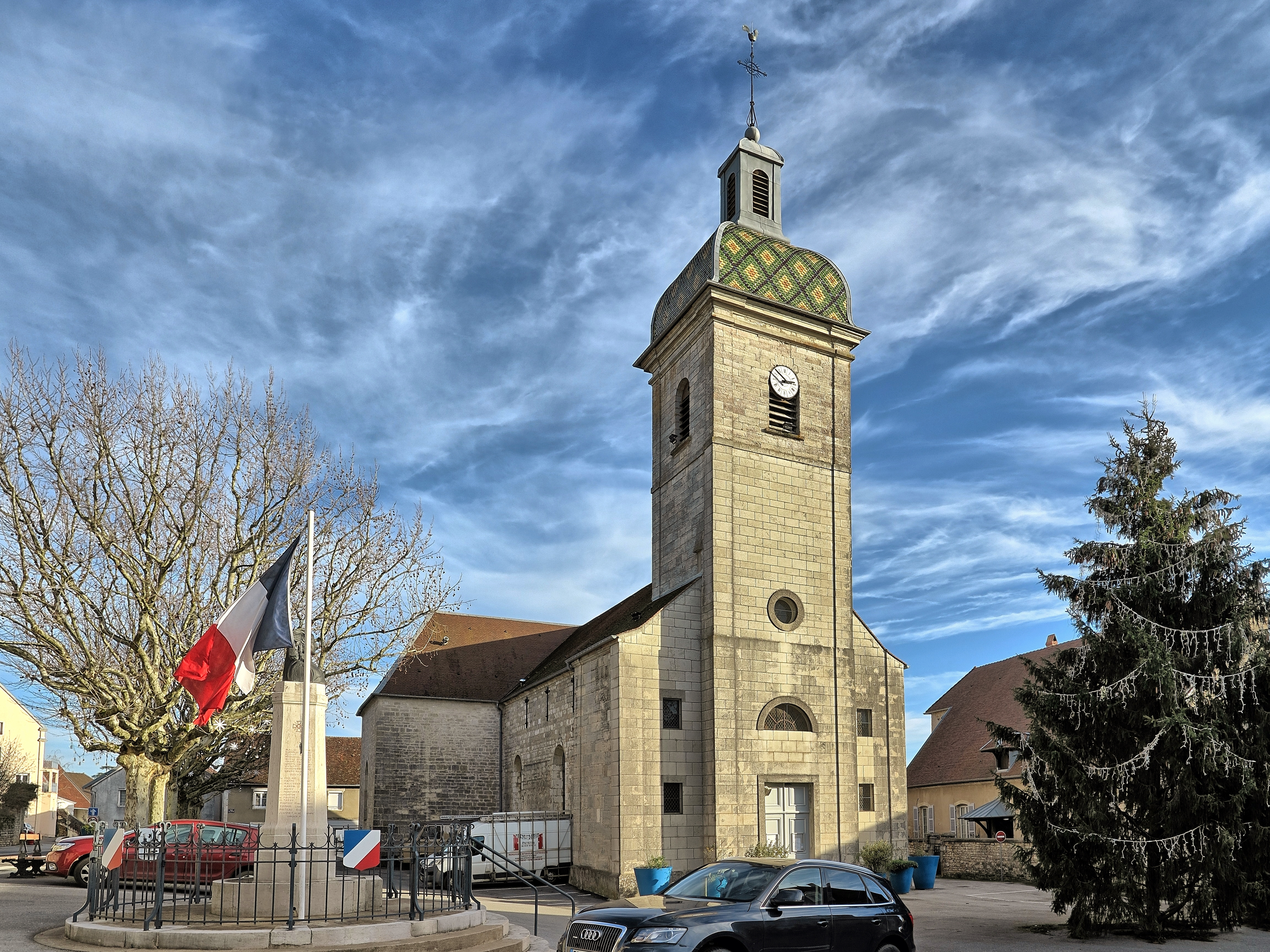
L'église.
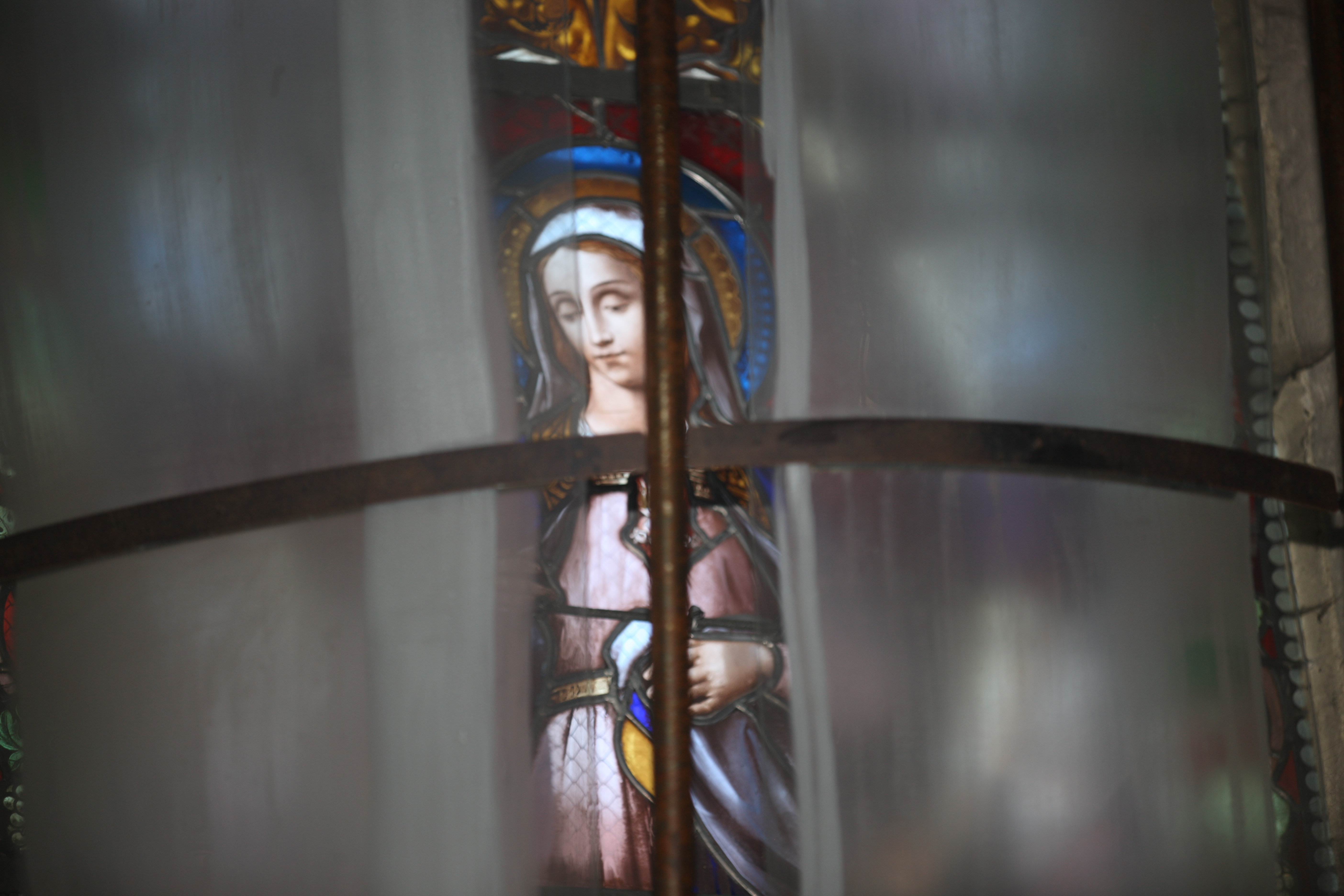
Vitraux dont l'ancien et celui en verre bombé réalisé par la plasticienne Flavie Serrière et l'atelier Vincent-Petit
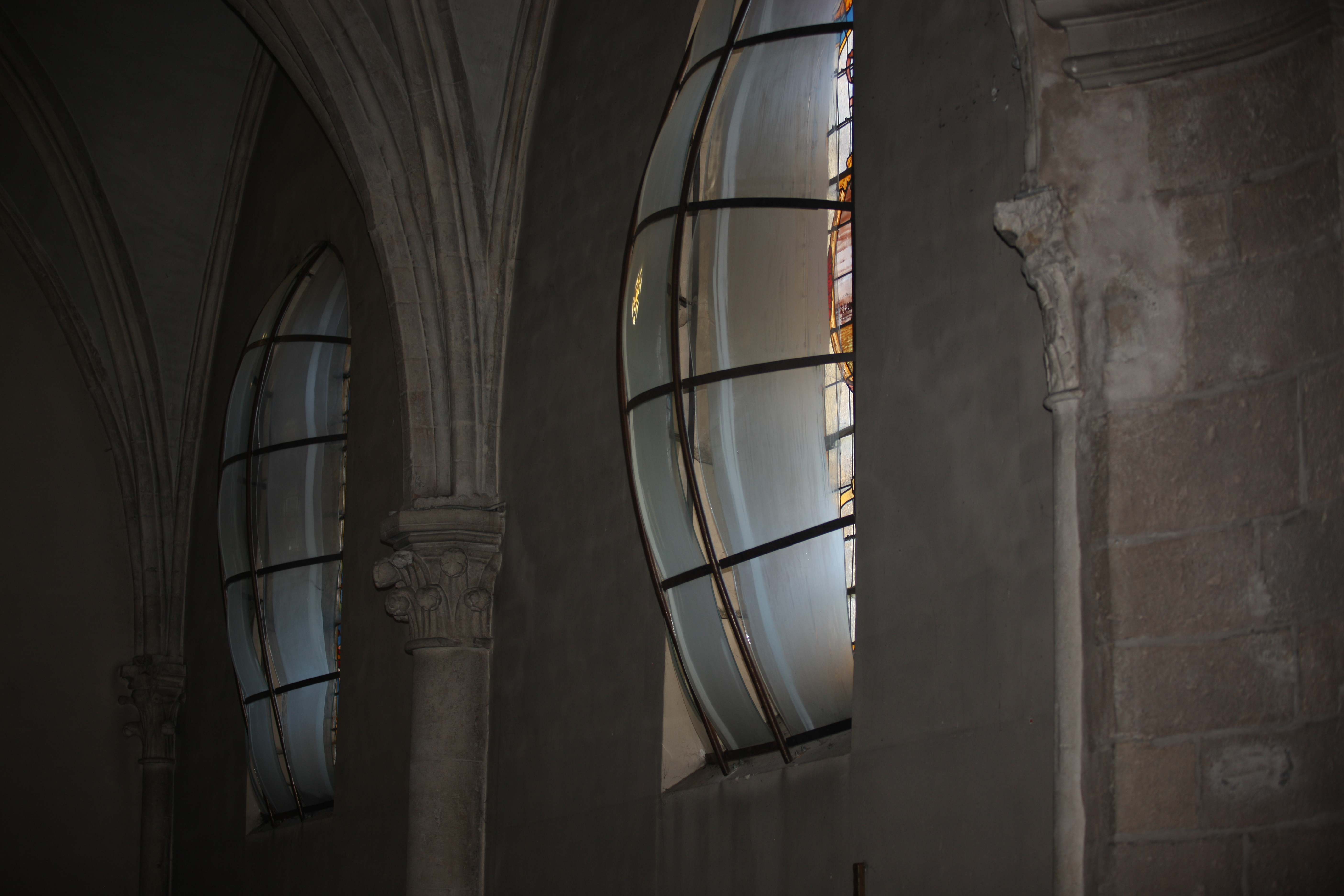
Vitraux en verre bombé réalisés par la plasticienne Flavie Serrière et l'atelier Vincent-Petit

- La gare

- Le lavoir-abreuvoir couvert
- La vallée du Doubs avec :
  - le canal du Rhône au Rhin
  - le barrage et la halte fluviale du Moulin du Pré.
  - la véloroute EuroVelo 6.
- à proximité : la grotte d'Osselle

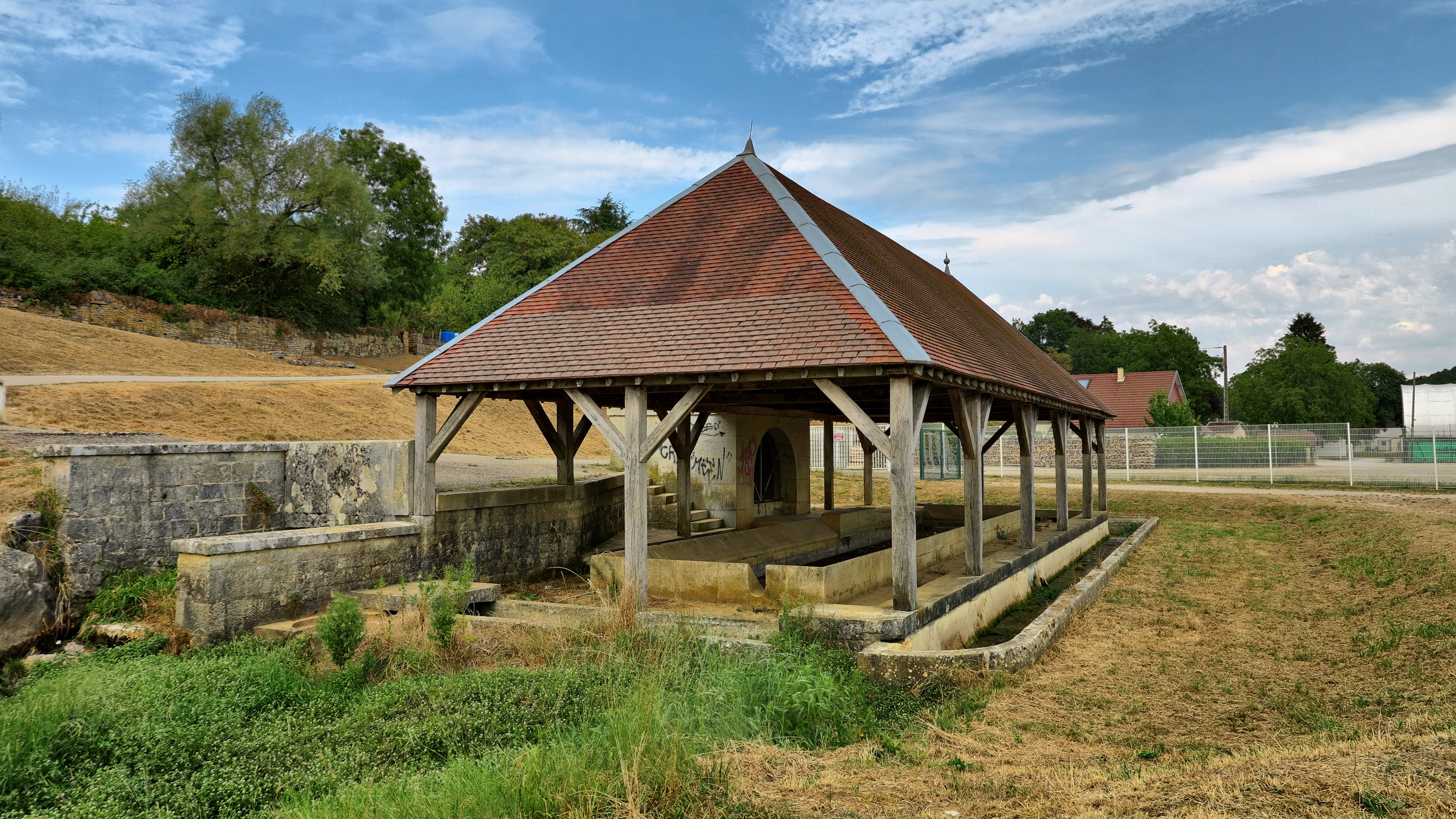
Le lavoir-abreuvoir.
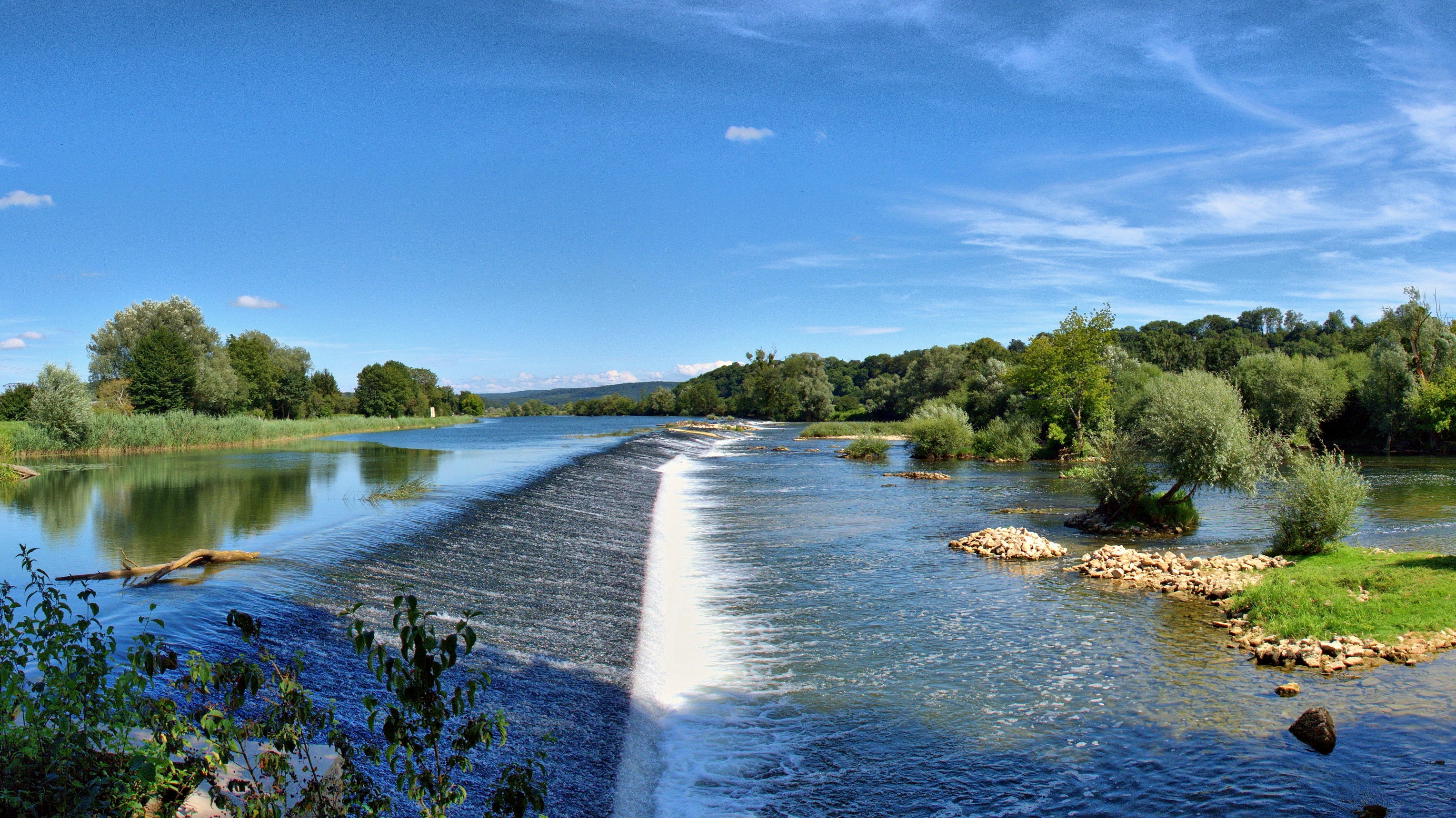
Le barrage du moulin du Pré.
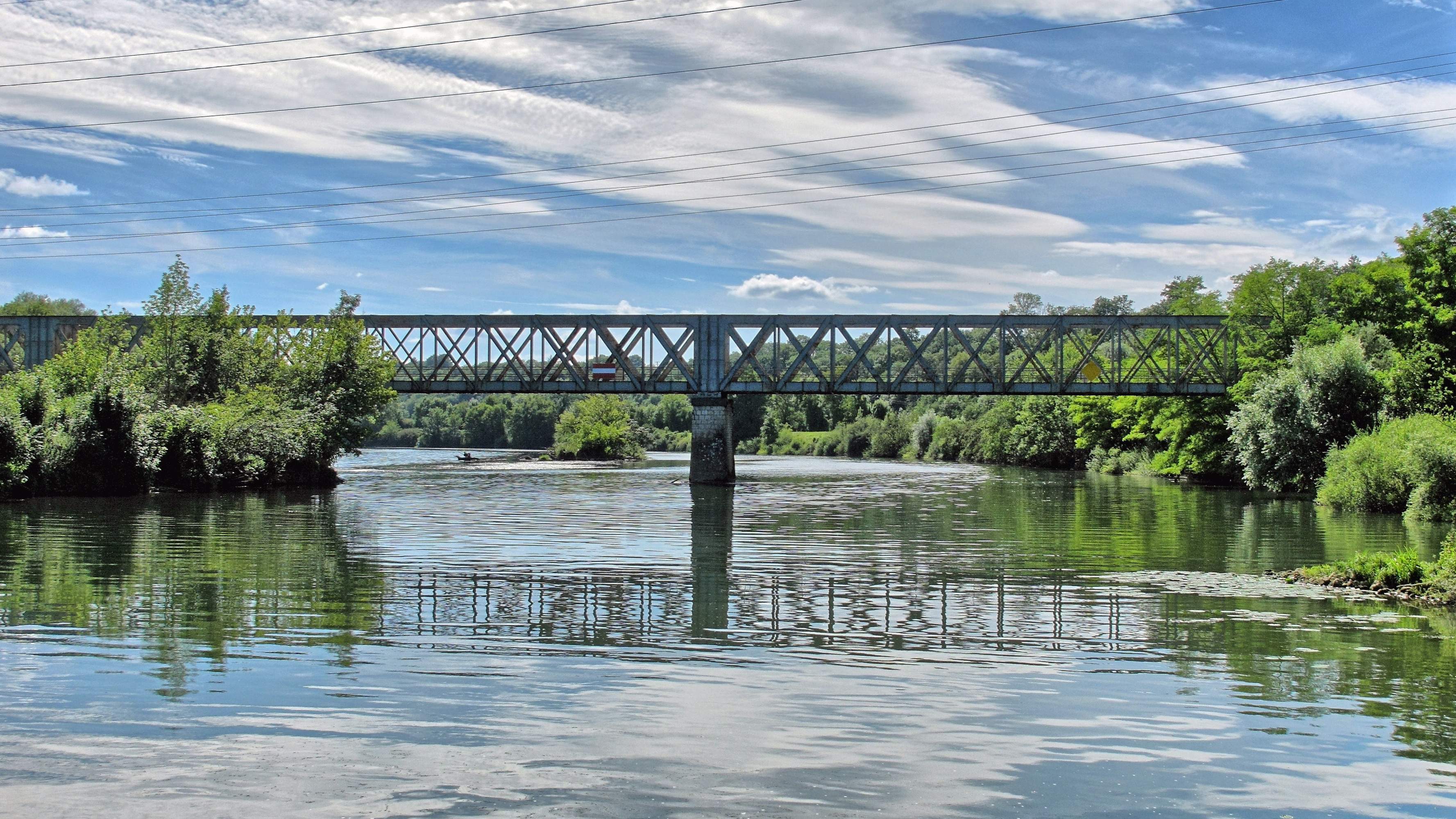
Le pont de Salans.
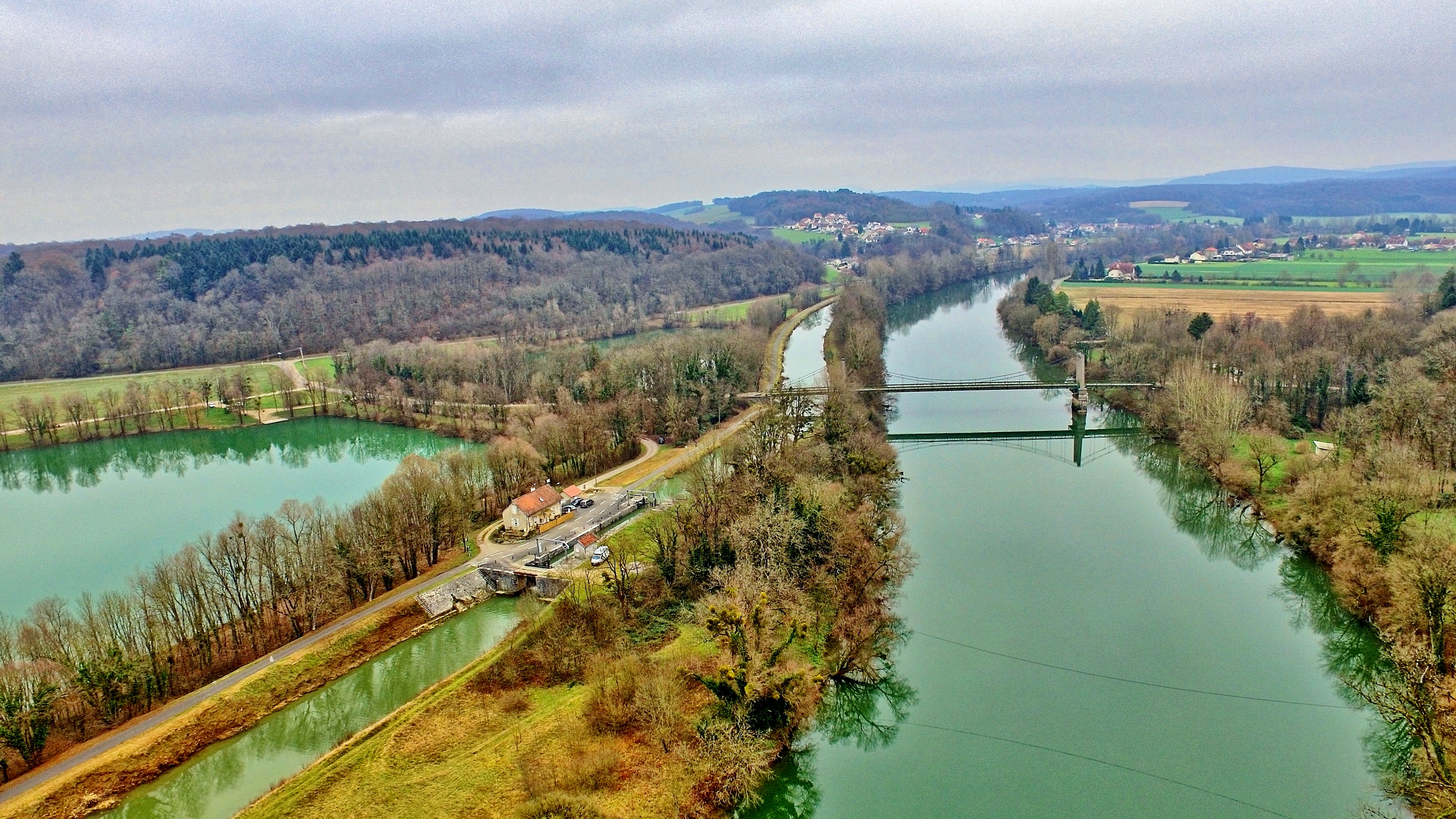
L'écluse et le pont de Roset-Fluans.

### Personnalités liées à la commune
- Charles Tramu (1838-1919), homme politique né et décédé à Saint-Vit, maire de Saint-Vit en 1871, député du Doubs de 1898 à 1902.
- Léon Janet, ingénieur et homme politique, conseiller municipal de Saint-Vit.
- Michel Vautrot, arbitre de football, né en 1945.
- Gabrielle Guglielmi, mère de Rudolph Valentino, vécut à Saint-Vit de 1914 à 1918.
- Kelly Maîtrepierre[25], à 14 ans elle a été victime d'un fait divers retentissant[26]. Elle a été séquestrée, torturée et laissée pour morte par deux copines du collège[27],[28].

### Héraldique
| Blason de Saint-Vit | Blason  | De gueules à la bande d'argent chargée d'une lionne bondissant de sable, accompagnée d'un soleil mouvant de l'angle senestre du chef et d'une roue de six rayons en pointe, le tout d'or. |
| Blason de Saint-Vit | Détails | Le statut officiel du blason reste à déterminer. |